# Sphecodemyia infuscata
Sphecodemyia infuscata är en tvåvingeart som beskrevs av H. Oldroyd 1957. Sphecodemyia infuscata ingår i släktet Sphecodemyia och familjen bromsar. Inga underarter finns listade i Catalogue of Life.